# Dorfkirche Schönefeld

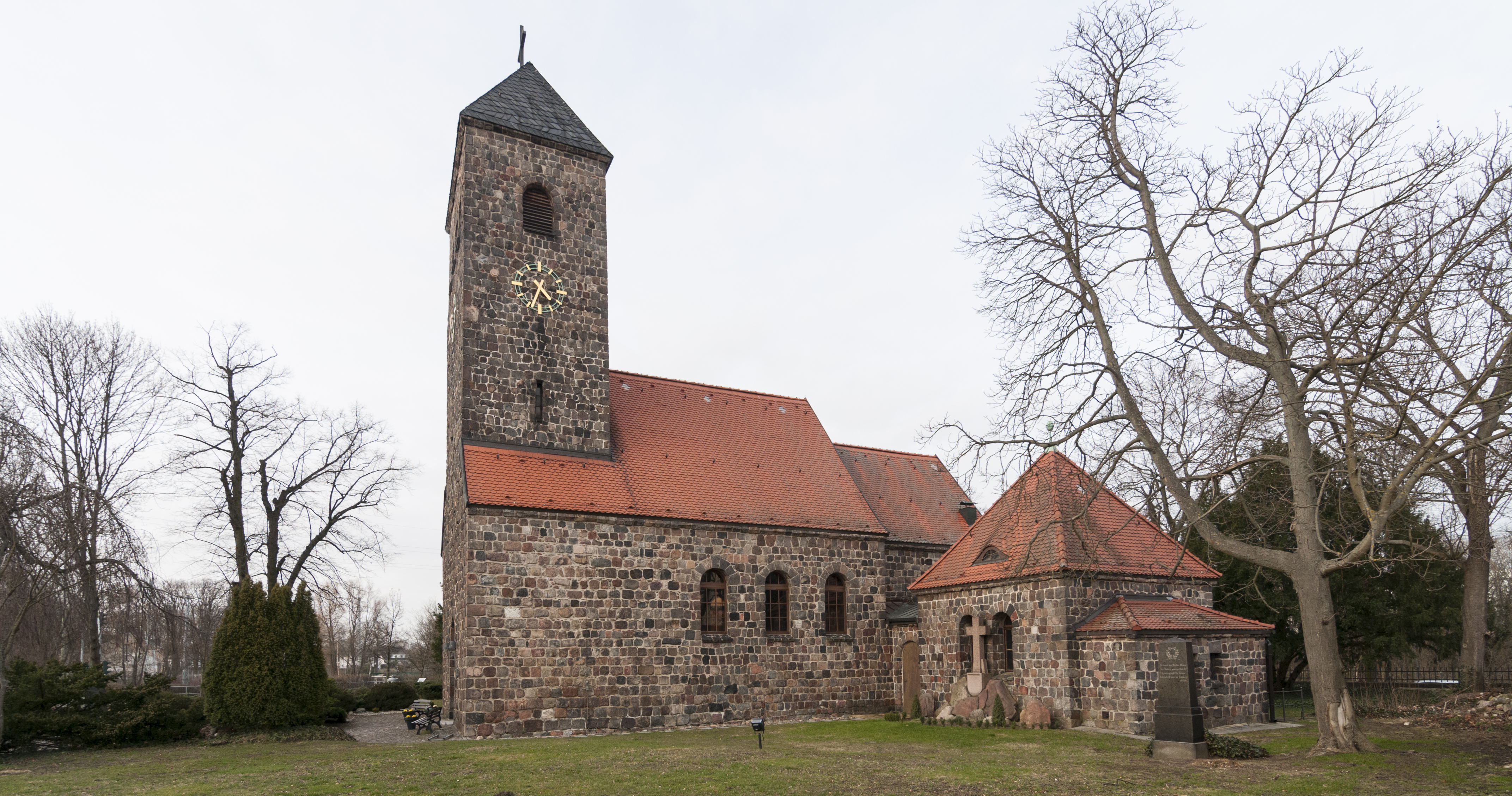
Dorfkirche Schönefeld

Die evangelische Dorfkirche Schönefeld ist eine spätromanische Feldsteinkirche in Schönefeld, einer Gemeinde im Landkreis Dahme-Spreewald im Land Brandenburg. Die Kirchengemeinde gehört zum Kirchenkreis Neukölln der Evangelischen Kirche Berlin-Brandenburg-schlesische Oberlausitz.

## Lage
Die Bundesstraße 96a führt von Südwesten kommend in nordöstlicher Richtung durch den Ort. Im historischen Dorfzentrum des Angerdorfs führt die Kirchstraße ellipsenförmig in südöstlicher Richtung um das Bauwerk. Dort steht die Kirche auf einem erhöhten Kirchfriedhof, der teilweise mit einer Mauer aus unbehauenen und nicht lagig geschichteten Feldsteinen, teilweise mit einem schlichten Maschendrahtzaun eingefriedet ist.

## Geschichte
In der Mitte des 13. Jahrhunderts – wohl nach 1240 – errichteten Handwerker aus Feldsteinen ein Kirchenschiff mit einem eingezogenen Chor sowie einer ellipsenförmigen Apsis. Dort waren vermutlich drei, im Chor zwei und im Schiff drei bis vier Fenster verbaut. Engeser und Stehr weisen darauf hin, dass die im 21. Jahrhundert sichtbaren Fenster nicht an den ursprünglichen Positionen verbaut waren; ihr Abstand zueinander sei zu gering. Westlich der Fenster sind darüber hinaus an der Südwand Reparaturspuren erkennbar, die auf ein weiter westlich gelegenes Fenster hinweisen. Auch der Verzicht auf einen Kirchturm ist am ursprünglichen Bauwerk erkennbar. Die westliche Wand ist deutlich dicker als die übrigen Wände im Langhaus, was eher auf einen Giebelturm hinweist. In dieser Zeit war die Pfarrei mit drei Hufen ausgestattet. Engeser und Stehr gehen davon aus, dass sie daher vor dem Brandenburger Zehntstreit von 1237 gegründet wurde. Zu dieser Zeit gehörte der östliche Teil des Teltow noch zum Haus Wettin. Es ist denkbar, dass der Bau in zwei Abschnitten erfolgte: Im ersten Abschnitt errichteten Handwerker Apsis und Chor sowie die unteren Lagen des Langhauses bis zu den Gemeindeportalen. In einem zweiten Abschnitt wurden diese hochgezogen und der westliche Abschnitt errichtet. Die untersten drei bis vier Lagen sind an Schiff und Chor durchgängig und enden erst an den genannten Portalen. Westlich davon verlaufen davon getrennte Linien; der Sockel weist eine unterschiedliche Höhe auf. Engeser und Stehr machen jedoch darauf aufmerksam, dass diese Veränderungen auch auf spätere Umbaumaßnahmen zurückzuführen sein könnten. Als vergleichsweise sicher gilt hingegen, dass 1619 das Schiff um zwei Lagen erhöht wurde. Im gleichen Jahr errichteten Handwerker einen Kirchturm aus Fachwerk, der auf einer massiven Westwand ruhte. 1850 kam es zu weiteren Arbeiten, deren Umfang nicht bekannt ist. In den Jahren 1904 und 1905 wurde das Bauwerk jedoch von Franz Schwechten massiv verändert. Unter seiner Leitung wurden beispielsweise auch die Kirchen in Alt Madlitz oder Gröben umgebaut. Er ließ in Schönefeld sämtliche Fenster neu einfassen und „romanisieren“. Das Westportal wurde umgestaltet und das Fachwerk im Westturm durch Feldstein ersetzt. Hinzu kamen eine Sakristei sowie eine Kapelle mit einem Erbbegräbnis für Karl und Bertha Wrede. Im Zweiten Weltkrieg wurde die Kirche teilzerstört und in den Jahren 1953 bis 1957 nach Entwürfen von Walter Krüger instand gesetzt. Die Ausführung übernahm Waldemar Otto. Da das Geld für eine neue Orgel fehlte, wurde ein Harmonium angeschafft. Der Innenraum wurde um 1695 umgestaltet. 1992 sanierte die Kirchengemeinde das Mauerwerk und ließ das Dach von Kirche und Kapelle mit Biberschwanz eindecken.

## Baubeschreibung

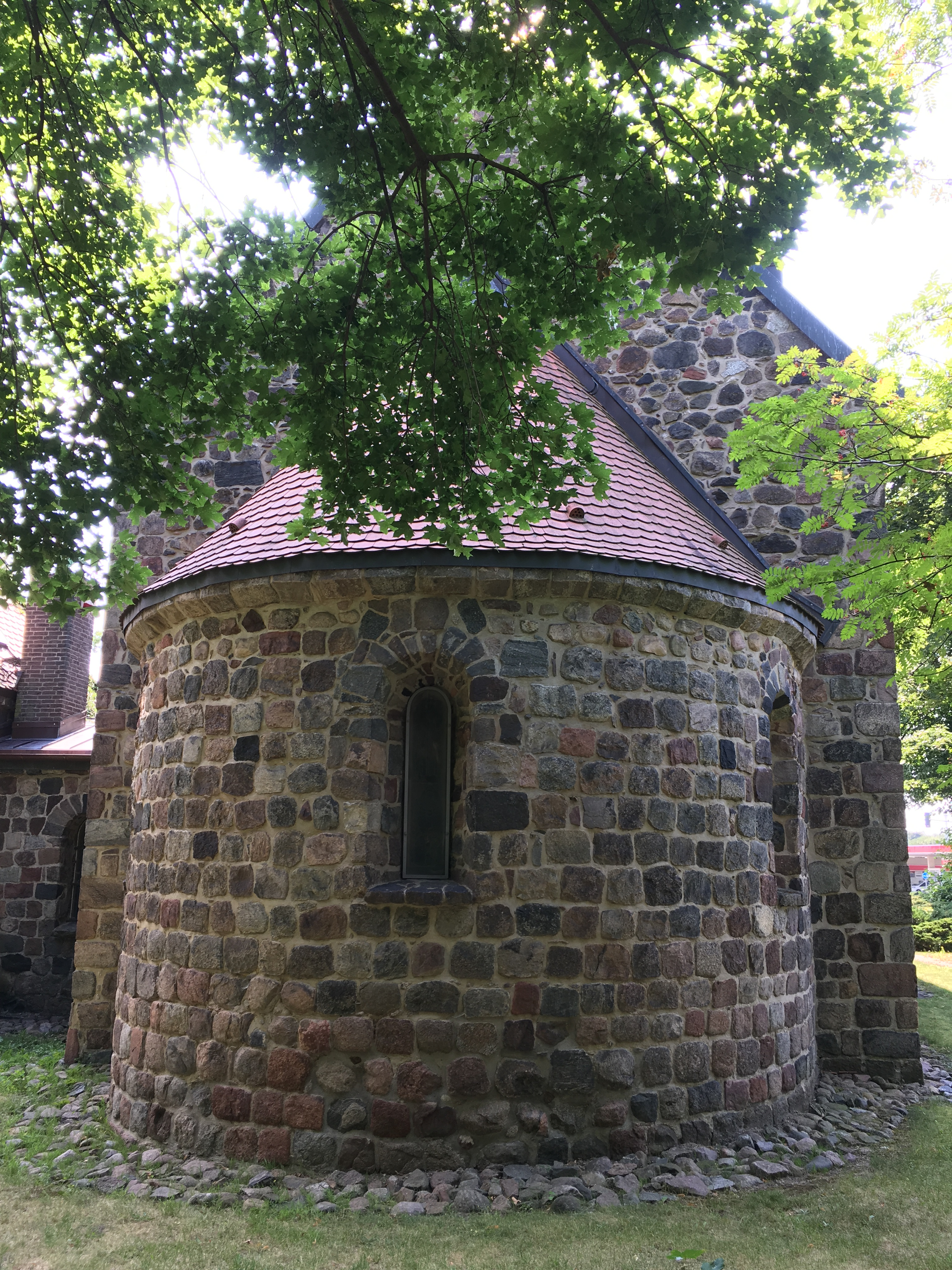
Ansicht von Osten

Das Bauwerk wurde im Wesentlichen aus Feldsteinen errichtet, die meist lagig geschichtet und vergleichsweise sorgfältig behauen wurden. Die Apsis ist 6,36 m breit und rund 3,45 m ausgewölbt. Dort sind drei schmale Rundbogenfenster, von denen sich das mittlere an der ursprünglichen Stelle befinden könnte. Die beiden seitlichen Fenster sind zum Schiff hin verschoben; das südliche Fenster stärker als das nördliche. Die ursprünglich vermutlich vorhandene Symmetrie ist nicht mehr vorhanden. Im oberen Bereich wurden deutlich kleinere, zum Teil weniger genau behauene Feldsteine verbaut. Darüber ist ein Kegeldach.
Die Ostwand des Chors ist im unteren Bereich aus sorgfältig geschichteten Feldsteinen erbaut worden. Im Giebel nutzten die Handwerker deutlich kleinere und unbehauene Steine. Es ist daher denkbar, dass dieser Bereich zu einer früheren Zeit verbrettert war. Putzreste sind nicht erkennbar. Im Dachfirst ist mittig ein kleines, hochrechteckiges Fenster. Der Chor ist 7,50 m lang, 7,88 m breit und gegenüber dem Schiff eingezogen. Auch hier ist das Mauerwerk vergleichsweise sorgfältig ausgeführt. An der Nordseite sind zwei Fenster verbaut. Das östliche könnte in seiner Form dem ursprünglichen Fenster entsprechen; es wurde jedoch versetzt, wie Ausbesserungsarbeiten im westlichen Bereich der Laibung zeigen. Daneben ist ein romanisiertes Fenster, das bei den Umbauarbeiten Anfang des 20. Jahrhunderts vergrößert wurde. Die südliche Chorwand wird teilweise vom Anbau verdeckt. Östlich ist ein Rundbogenfenster gefolgt von einem Ochsenauge oberhalb des Anbaus. Die Sakristei kann von Westen her über ein Portal betreten werden. Es ist möglich, dass für die Gewände dieses Fensters die Steine verwendet wurden, die bei Abbruch des Priesterportals auf der Südseite gewonnen wurden. Der Chor trägt ein schlichtes Satteldach.
Das Schiff ist rund 14,58 m lang und rund 10,75 m breit. Die Fundamente von Chor und Schiff verlaufen von Osten her bis zu den Gemeindepforten in den ersten unteren Lagen identisch, darüber sind sie unterschiedlich. Das könnte darauf hindeuten, dass sie in unterschiedlichen Bauabschnitten errichtet wurden. Auffällig ist auch, dass die oberen Lagen im Vergleich zu Apsis und Chor nicht mehr so sorgfältig behauen wurden. An der Nordseite des Langhauses sind vier Fenster; drei davon groß und rundbogig aus der Zeit von 1904/1905. Das vierte, westlich gelegene Fenster ist kleiner und hochgesetzt. Unterhalb des westlich gelegenen, größeren Fensters ist eine zugesetzte Gemeindepforte. An der Südseite sind drei Fenster, die sich ebenfalls nicht an den ursprünglichen Positionen befinden. Im westlichen Bereich wurde versucht, die dort ursprünglich vorhandene Gemeindepforte gänzlich durch Reparaturarbeiten verschwinden zu lassen. Westlich davon ist ein weiterer Reparaturbereich erkennbar. Es ist möglich, dass sich dort zu einer früheren Zeit ein weiteres Fenster befunden hat. Am Übergang vom Chor zum Schiff ist eine rechteckige Sakristei. Sie kann vom Schiff aus durch eine rechteckige Tür betreten werden, die an Stelle der ursprünglichen Priesterpforte eingebaut wurde.

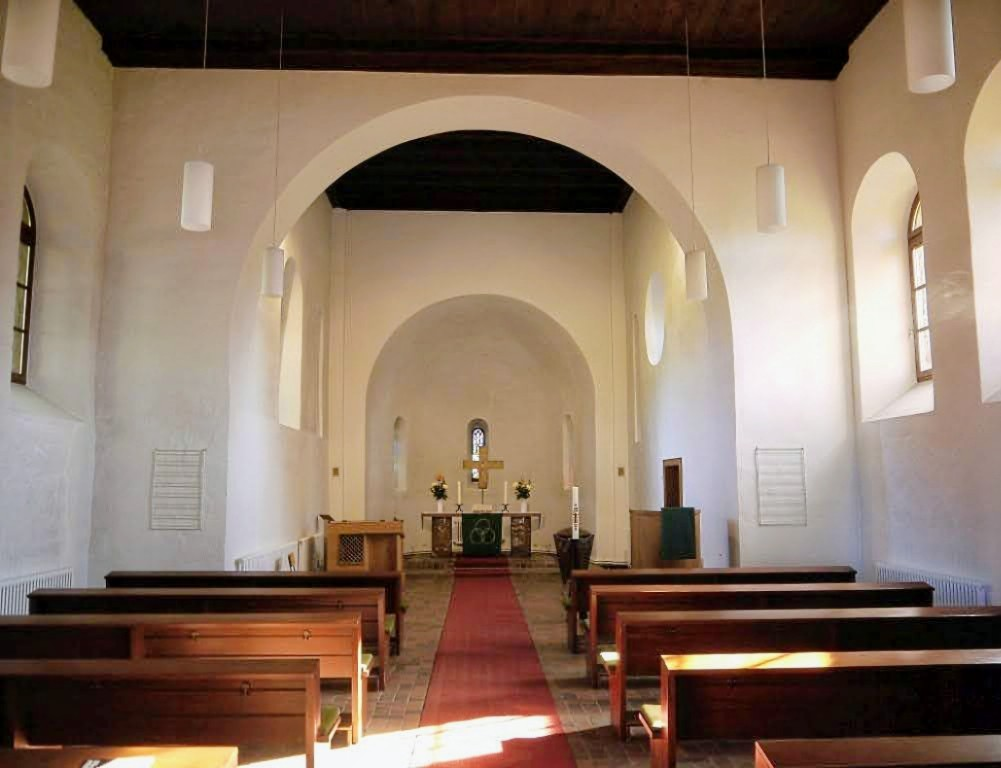
Innenraum (2020)

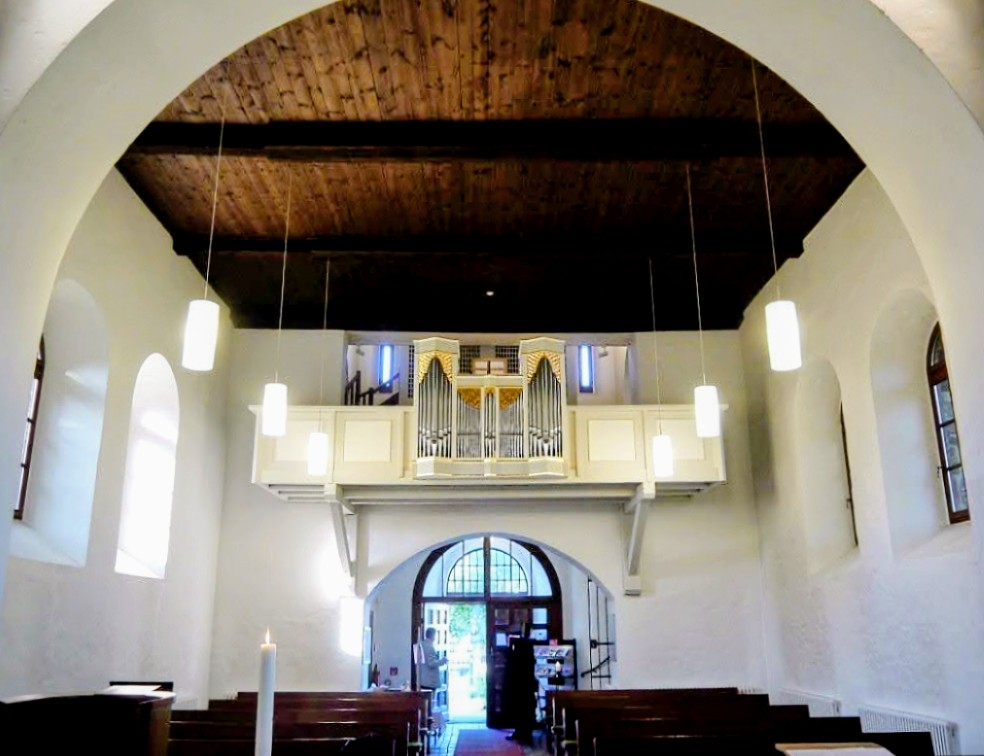
Blick zur Orgel

Der Westturm wurde Anfang des 19. Jahrhunderts an Stelle eines Giebelturms angebaut. Er nimmt im unteren Geschoss die volle Breite des Kirchenschiffs auf. Dort ist nach Westen ein großes Rundbogenportal, das vermutlich auch erst mit den Umbauarbeiten in den Jahren 1904 und 1905 errichtet wurde. Darüber sind im Giebel zwei hochrechteckige Öffnungen. Darüber sind an den vier Seiten je eine Turmuhr gefolgt von drei Klangarkaden an der West- und Ostseite sowie je einer Klangarkade an der Nord- und Südseite. Der Turm trägt ein quergestelltes Walmdach mit Turmkugel und Kreuz.

## Ausstattung
Die Kirchenausstattung ist neuzeitlich und stammt aus der Umgestaltung in den 1960er Jahren, darunter auch der Altar sowie die Fünte, die jeweils aus Bronze gefertigt wurden. In den Apsisfenstern sind farbige, figürliche Glasmalereien eingebaut. Der Triumphbogen sowie der Apsisbogen sind rundbogenförmig.
Das Bauwerk ist in seinem Innern flach gedeckt. Im Turm hängt eine Glocke aus dem 13. Jahrhundert mit einer Ritzinschrift.

## Orgel
Ende der 1980er Jahre gab es Überlegungen, eine neue Orgel bei der Potsdamer Firma Alexander Schuke Potsdam Orgelbau zu bestellen. Durch die Wende wurde dieser Plan jedoch nicht weiterverfolgt. Stattdessen nutze der Organist fortan eine Orgeltruhe aus dem Gewandhaus in Leipzig. Bei einem Besuch der Partnerkirchengemeinde Siebenbürgen im Rumänien kam die Idee auf, ein Instrument von dort nach Deutschland zu exportieren. Dies scheiterte jedoch an den gesetzlichen Bestimmungen für die Ausfuhr von Kulturgütern. Im Jahr 2018 verfolgte die Kirchengemeinde den Plan, eine neue Orgel mit Hilfe von Spendengeldern und Fördermitteln anzuschaffen. Diese soll im Stil sich an die Werke Gottfried Silbermanns anlehnen und zwischen 275.000 und 350.000 Euro kosten. 2020 wurde das Instrument der Orgelwerkstatt Wegscheider eingeweiht. Es umfasst 16 Register auf zwei Manualen und Pedal. Als Besonderheit kann das Positivwerk sowohl (durch Verschieben der Klaviatur) transponiert als auch in drei Registern umgestimmt werden. Das Pedalwerk basiert auf Wechselschleifen des Hauptwerks.

## Umgebung
Neben der Kirche steht eine Friedhofskapelle aus der Zeit um 1910. Der gotisierende Bau wurde aus Bruchsteinmauerwerk mit einem dreiseitigen Chorschluss errichtet. Einige Gliederungselemente wurden dabei mit rötlichen Ziegeln hervorgehoben. Die Fenster sind mit Bleiglas und Dreipass verziert; der Innenraum reich ausgemalt. Dort steht ein einfacher Altartisch mit einem schlichten Kreuz.
Auf dem umgebenden Kirchhof stehen drei Erbbegräbnisreihen sowie aufwändig gestaltete Grabstelen aus dem Ende des 19. Jahrhunderts bis in die 1940er Jahre, darunter ein Eisengussgrabmal für Philipp Gröschel aus der Zeit um 1850. Nordwestlich der Kirche erinnert eine Stele an den Flugzeugabsturz des Alas-Nacionales-Fluges 301 aus dem Jahr 1996, der auf dem Flughafen Berlin-Schönefeld zwischenlanden sollte. Bei dem Unglück handelt es sich um den Zwischenfall mit den bislang meisten deutschen Opfern in der zivilen Luftfahrt.